# Partido Democrático para o Povo
O Partido Democrático para o Povo (国民民主党, Kokumin Minshu-tō), abreviado para PDP, é um partido político de centro a centro-direita no Japão. O partido foi formado em 7 de maio de 2018 a partir da fusão do Partido Democrático e do Partido da Esperança.
Em setembro de 2020, a maioria do partido chegou a um acordo para se fundir com o Partido Democrático Constitucional do Japão e o partido original foi oficialmente dissolvido em 11 de setembro de 2020. No entanto, 14 membros do PDP se recusaram a se fundir, incluindo o líder do partido Yuichiro Tamaki, e formaram um novo partido mantendo o nome e a marca do PDP.